# Riesgos psicosociales
Riesgos psicosociales son las condiciones presentes en una situación laboral directamente relacionadas con la organización del trabajo, con el contenido del puesto, con la realización de la tarea o incluso con el entorno, que tienen la capacidad de afectar al desarrollo del trabajo y a la salud de las personas trabajadoras. En la actualidad, los riesgos psicosociales son una de las principales causas de enfermedades y de accidentes laborales.

## Concepto
Los factores o riesgos psicosociales son funciones en las que se divide tradicionalmente la prevención de riesgos laborales (las otras áreas son el riesgo biomecánico, la seguridad y la higiene). Los riesgos psicosociales se originan por diferentes aspectos de las condiciones y organización del trabajo. Cuando se producen tienen una incidencia en la salud de las personas a través de mecanismos psicológicos y fisiológicos.

## Causas
Las causas que originan los riesgos psicosociales son muchas y están mediadas por las percepciones, experiencias y personalidad del trabajador. Algunas de ellas sonː
- Características de la tarea (monotonía, repetitividad, excesiva o escasa responsabilidad, falta de desarrollo de aptitudes, ritmo excesivo de trabajo, etc).
- Estructura de la organización (falta de definición o conflicto de competencias, comunicación e información escasa o distorsionada, pocas o conflictivas relaciones personales, estilo de mando autoritario, etc).
- Características del empleo (mal diseño del puesto, funciones o tareas del puesto o cargo, falta de la  seguridad o higiene, salario inadecuado, etc).

## Consecuencias
Los efectos de la exposición a los riesgos psicosociales son diversos y se ven modulados por las características personales. Algunos de los efectos más documentados son:
- Problemas y enfermedades cardiovasculares.
- Depresión, ansiedad y otros trastornos de la salud mental, 
- El dolor de espalda y otros trastornos músculo esqueléticos, 
- Trastornos médicos de diverso tipo (respiratorios, gastrointestinales, etc).
- Conductas sociales y relacionadas con la salud (hábito de fumar, consumo de drogas, sedentarismo, falta de participación social, etc). 
- Absentismo laboral.

## Evaluación de los riesgos psicosociales
La evaluación de riesgos es un paso necesario para identificar, conocer, prevenir y/o corregir las posibles situaciones problemáticas relacionadas con los riesgos psicosociales.
Se trata normalmente de una evaluación multifactorial, que tiene en cuenta aspectos de la tarea, la organización del trabajo, el ambiente, el desempeño, etc.
Uno de los ejes principales de la evaluación de riesgos psicosociales es la participación de los trabajadores en todo el proceso.
Además, es esencial que la evaluación se realice con una metodología que ofrezca las garantías científicas de validez y fiabilidad adecuadas.